# Мигел Индураин
Мигел Марија Индураин Лараја (шп. Miguel María Induráin Larraya; 16. јул 1964) бивши је шпански професионални бициклиста у периоду од 1985. до 1996. године. Пет пута заредом је освојио Тур де Франс, чиме је постао први бициклиста који је то успио, а након њега Ленс Армстронг је освојио Тур седам пута заредом, али су му све победе поништене због допинга и Индураин је и даље рекордед. Тур де Франс су по пет пута освајали још Жак Анкетил, Еди Меркс и Бернар Ино. Двапут је освојио Ђиро д’Италију и један је од седам возача који су освојили Ђиро и Тур у истој сезони. Године 1996. освојио је злато на Олимпијским играма у Атланти, у вожњи на хронометар.

## Детињство и аматерска каријера
Индураин је рођен у селу Виљава, које се налази у области Памплоне. Има три сестре и брата, који је такође био професионални бициклиста. Први бицикл добио је за десети рођендан, украден му је кад је имао 11, па је радио са оцем да би купио нови.
Од девете године бавио се трчањем, бацањем копља, кошарком и фудбалом, а са 14 је прешао у локални бициклистички тим Виљавас, прву трку возио је у јулу 1978. за возаче без лиценце и завршио је други. Наредну трку је освојио, а затим је возио сваког викенда. Његов идол био је Бернар Ино.
Са 18 година, освојио је национално аматерско првенство и тако је постао најмлађи шампион икад.

## Професионална каријера

### Почетак каријере
Године 1984, возио је Олимпијске игре у Лос Анђелесу, а затим је почео професионалну каријеру у шпанском тиму Рејнолдс, у коме је и провео читаву каријеру. Прву победу остварио је недељу дана касније, освојио је хронометар на Туру Авенир. 1985. возио је Вуелта а Еспању. На прологу је завршио други, иза Берта Остребоха, који је изгубио време на другој етапи и Индураин је био лидер Вуелте, најмлађи лидер у историји. Возио је касније те године Тур де Франс, али је морао да га напусти на четвртој етапи. 1986. освојио је Вуелта Мурсију и Тур Авенир, а Тур де Франс је напустио на етапи 12. 1987. је остварио 13 победа на тркама у Шпанији, зарадио је бронхитис на Туру Белгије и са њим је возио Вуелта а Еспању и није је завршио. За разлику од претходне две године, успио је да заврши Тур де Франс, али тек на 97 месту. 1988. био је први помоћник Педру Делгаду, који је освојио Тур. На крају сезоне освојио је Вуелта Каталонију, уз једну етапну победу.
Године 1989, освојио је Париз—Ницу и Критеријум Интернационал, а затим је остварио прву победу на Тур де Франсу, нападом на деветој етапи. Том победом узео је тачкасту мајицу, коју је на наредној етапи носио једини пут у каријери. Тур је завршио на 17 месту. 1990. освојио је етапу на Вуелти Бургос и на Туру Баскијске земље. На Тур де Франсу, опет је возио за Делгада, али Делгадо није имао снаге и није могао да освоји Тур. Индураин је завршио десети, жртвујући неколико места помажући Делгаду да изгуби што мање времена. Касније је освојио класик Сан Себастијан.

### 1991.
Године 1991, освојио је трке у Фуеналабради и Навару, завршио је четврти на Лијеж—Бастоњ—Лијежу, а затим је освојио друго место на Вуелта а Еспањи. На Тур де Франсу, фаворит је био троструки победник Грег Лемонд. Индураин је био добар хронометраш, па га нису сматрали добрим брдашем. Индураин је победио на осмој етапи, а Лемонд је био лидер до етапе 13, на Турмалеу је изгубио седам минута од Индураина, који је преузео жуту мајицу и сачувао је до краја. Након Тура, освојио је Вуелта Каталонију и завршио је други у УЦИ рангирању.

### 1992.
Године 1992, освојио је неколико мањих трка у Шпанији и француској, а затим и национално првенство. На Париз—Ници завршио је трећи, а на Туру Романдије други, уз етапну победу, након чега је возио Ђиро д’Италију први пут.
Ђиро је стартовао прологом од 8 km и Индураин је завршио други. Победио је на хронометру на трећој етапи и стекао је предност над осталим ривалима. Одлучујућу предност направио је на деветој етапи, првој брдској, где је завршио 30 секунди испред Клаудија Кјапучија. Предност је одржавао до краја, а победом на хронометру на задњој етапи, освојио је Ђиро са 5 минута испред Кјапучија. Након Ђира, освојио је и Вуелта Каталонију.
Тур де Франс је почео победом на прологу и носио је жуту мајицу од првог дана. На деветој етапи, хронометру дугом 65 km, Индураин је победио убедљиво. На етапи 13, до Сестријереа, која је имала шест брдских циљева, Кјапучије напао, Индураин је био у проблему, али је успио да заврши трећи. До краја је победио и на хронометру на етапи 19 и освојио је Тур де Франс са 4 минута и 35 секунди испред другопласираног Кјапучија, трећи завршио Ђани Буњо, са преко 10 минута заостатка.
Индураин је сезону завршио на првом месту у УЦИ рангирању.

### 1993.
Године 1993, почео је као и претходну сезону, остварио је 11 победа на тркама у Шпанији, од којих је најзначајнија победа на Вуелта Кастиља Леон трци, на националном првенству завршио је други.
На Ђиро д’Италији, победио је на хронометру дугом 28 km на десетој етапи и на хронометру од 55 km на етапи 19 и освојио је Ђиро 58 секунди испред Пјотра Угрумова.
Тур де Франс је стартовао као и претходне године, победом на прологу, а након победе на хронометру на деветој етапи, преузео је контролу над трком. На наредне две брдске етапе завршио је други и трећи, а на етапи 19 је изгубио на хронометру од Тонија Ромингера за 42 секунде. Ипак, раније је стекао велику предност и освојио је трећи Тур заредом са 4 минута и 59 секунди испред Ромингера.
На светском првенству освојио је друго место и другу годину заредом је завршио први у УЦИ рангирању.

### 1994.
Након почетка сезоне у Шпанији, Индураин је возио Ђиро д’Италију, у намери да уради нешто што није нико пре, да освоји три године заредом Ђиро и Тур. На Ђиру није све ишло како треба, измакле су му победе и на отварању, на прологу, где је завршио трећи и на етапи 18, на хронометру, где је завршио други. Ђиро је завршио на трећем месту, три минута иза победника Евгенија Берзина.
Тур де Франс је стартовао другим местом на прологу, изгубио је од Британца Криса Бордмана, а победом на хронометру на деветој етапи, преузео је жуту мајицу, победио је Ромингера за два минута. Већ на наредној етапи, Индураин је напао, са њим су отишли Ришар Виренк, Марко Пантани и Лук Лебланк, Индураин је завршио иза Лебланка, али је повећао предност над Ромингером и мајицу је задржао до краја. Освојио је четврти Тур заредом са 5 минута и 39 секунди испред Угрумова, трећи је био Пантани, 7 минута иза. Сви остали су били на преко 10 минута.
Након Тура, Индураин је поставио нови рекорд на сат времена, одвезавши 53.040 km и тако надмашивши резултат Грима Обрија.
У УЦИ рангирању завршио је други, иза Тонија Ромингера.
У мају 1994. Индураин је био позитиван на Салбутамол током трке Тур де Оис, у Француској. Према УЦИ правилима, салбутамол је био дозвољен за спортисте који имају проблема са астмом, али у Француској је за то следила суспензија. Ипак, Индураин није суспендован јер су се сложили да Салбутамол садржи инхалер, који се легитимно узима. У Шпанији, овај догађај су окарактерисали као покушај да се заустави Индураинова доминација.

### 1995.
Године 1995, је почео другим местом на класику у Колораду, а затим је победио на гран прију Москве и освојио је неколико трка у Шпанији. Пре Тур де Франса, освојио је Критеријум Дофине Либере.
Тур де Франс није почео добро, на прологу је завршио трк на 35 месту. Индураин је изненадио све нападом на седмој етапи, једино је Јохан Брујнел могао да га прати и одспринтао га, узео етапу и жуту мајицу. Индураин је жуту мајицу преузео победом на хронометру на осмој етапи. На деветој етапи, Алекс Циле је напао, Индураин није могао да га прати, али је завршио други и узео минут осталим конкурентима. На десетој етапи победио је Пантани, али је Индураин завршио иза са Цилеом и Бјарном Рисом. На етапи 12, која је била равна и није се очекивала борба за генерални пласман, у раном делу су напали сувозачи Алекса Цилеа, Лоран Жалабер и Мелшиор Маури, који су такође били у топ 10. Њихова предност била је десет минута и тада су тимови Индураина и Риса почели да раде, да би смањили заостатак. На крају, изгубили су шест минута и Жалабер је дошао до четвртог, а Маури до петог, ипак, нису угрожавали Индураина. На етапи 15, Виренк је напао, а иза њега је неколико возача пало, Фабио Касартели је ударио у баријере, није носио кацигу и преминуо је у болници. У част Касартелија, етапа 16 није била такмичарска. Индураин је победио на хронометру на етапи 19 и освојио је пети Тур заредом са 4 минута и 35 секунди испред другопласираног Алекса Цилеа.
На светском првенству завршио је други у друмској трци, иза Абрахама Олана, а затим је победио у вожњи на хронометар. У УЦИ рангирању завршио је трећи.

### 1996.
Године 1996, је стартовао победама у Шпанији и Португалу, а затим је освојио Критеријум Дофине Либере другу годину заредом и ушао је на Тур де Франс у покушају да га освоји шести пут.
Тур је почео седмим местом на прологу, а због бронхитиса и хладног времена изгубио је три минута на седмој етапи, а кажњен је са још 20 секунди јер је узео воду на километар до циља. Губио је време до краја, а није успио ни да победи на хронометру на етапи 20, завршио је други, иза Јана Улриха. На крају, завршио је Тур де Франс на 11 месту, 14 минута иза победника Бјарнеа Риса, без иједне победе и без иједног дана проведеног у жутој мајици.
Након Тура, освојио је злато у вожњи на хронометар на Олимпијским играма у Атланти. Класик Сан Себастијан завршио је на 12 месту.
У септембру, возио је Вуелта а Еспању, али је био у лошој форми и није је завршио.

## Крај каријере и приватни живот
Индураин је узео два месеца да размисли о будућности, имао је понуду од тима Онц, за 4,5 милиона. 1. јануара 1997. у хотелу у Памплони, пред 300 новинара, објавио је крај каријере. Индураин је рекао да је сваке године теже и да не може да освоји шести Тур, да је био довољно у спорту и да га чека породица. Напустио је конферецију не одговарајући на питања новинара.
Тренутно са породицом живи у близини Памплоне. Са женом Марисом има троје деце. 1998. основао је фондацију Мигел Индураин, да промоцију спорта у његовом родном месту, Навару. Радио је са шпанским олимпијским комитетом на промоцији кандидатуре Севиље за домаћина Олимпијских игара 2004.

## Особине
На врхунцу каријере Мигел Индураин је физички био изузетно припремљен, чак и међу најспремнијим спортистима. Уз висину 187cm и тежину од 79 kg имао је изванредан рад срца и велику потрошњу кисеоника од 7 литара у минути, при капацитету плућа од 8 литара. Пулс у мировању му је био 29 откуцаја у минуту, што показује колико је његово срце било спремно за напорне трке. Сви ти подаци говоре да је Индураин кроз тренинг, али и генетску предиспозицију остварио изузетну физичку спремност.